# Герб комуни Крамфорс
Герб комуни Крамфорс (швед. Kramfors kommunvapen) — символ шведської адміністративно-територіальної одиниці місцевого самоврядування комуни Крамфорс.

## Історія
Місто Крамфорс отримало герб королівським затвердженням 1946 року. Сюжет з вороною взято з lfdys[ печаток місцевої парафії Гудмундро. Герб комуни зареєстровано 1984 року.
Після адміністративно-територіальної реформи, проведеної в Швеції на початку 1970-х років, муніципальні герби стали використовуватися лишень комунами. Тому тепер цей герб представляє комуну Крамфорс, а не місто.

## Опис (блазон)
У срібному полі синій міст, над ним така ж ворона з золотими лапами і дзьобом.

## Зміст
Ворона була зображена на місцевій парафіяльній печатці XVII ст. А міст вказує на побудований тут у 1939—1943 роках міст Сандебрун, який свого часу був найбільшим однопрольотним бетонним мостом у світі.